# Saltängen, Västerås
Saltängen är en stadsdel och ett industriområde i Västerås. Området ligger i sydvästra Västerås, söder om järnvägen (Mälarbanan) och väster om Johannisbergsvägen.
I Saltängen finns ABBs verkstad Örjan, som tillverkar elektriska motorer. Dåvarande Asea byggde första etappen 1945. 
Saltängsvägen var förr i tiden infarten från Köping till Västerås. Gränsen markerades av den lilla bäcken Kapellbäcken. Där står än i dag en runsten på vardera sidan vägen. Den norra är försedd med ett kors omgivet av ett rundjur med inskriften: "Gisl lät göra bron till minne av Ösel, sin son. Han blev död i England. Gud hjälpe hans ande och själ." Stenen är hopfogad med cement. Den södra runstenen (andra sidan Saltängsvägen, i Munkboängen) är försedd med ett rundjur med långt utdragen nacktofs och svans. Kapellbäcken rinner vidare parallellt med Saltängsvägen in i Sjöhagen, förbi Sankta Gertruds kapellruin, därefter viker den av och rinner ut i Mälaren.
Området avgränsas av järnvägen, Johannisbergsvägen, Saltängsvägen.
Området gränsar i norr till Bäckby, öster till Sjöhagen, i söder till Munkboängen och i väster till Hacksta.